# Юрьев-Польское восстание
 Юрьев-Польское восстание — крестьянское восстание против советской власти в Юрьеве-Польском и его окрестностях в 1919 году.

## История
Весной 1919 года в Юрьевском уезде Владимирской губернии объявился отряд зелёных во главе с 20-летним крестьянином и бывшим штабс-капитаном Ефимом Петровичем Купцовым-Скородумовым по кличке Юшко. Этот отряд численностью в несколько десятков человек состоял из кулаков, торговцев, красноармейцев-дезертиров, уклонистов от призыва в РККА и примкнувших к ним участников подавленного годом ранее Ярославского восстания.
Люди Юшко делали налёты на совучреждения, совхозы и кооперативы, убивали советских работников и членов РКП(б). Зелёные не трогали местное купечество и не брали деньги и вещи убитых коммунистов.
В ночь на 11 июля 1919 года вооружённый отряд Юшко во главе толпы окрестных селян (по разным сведениям, до нескольких тысяч человек), вооружённых палками, вилами и топорами, поднял антисоветское восстание и выступил из села Сима Юрьевского уезда в сторону города Юрьев-Польский.
Восставшие шли с остановками, на которых устраивали митинги, объясняя новым «мобилизованным», что задача момента — занять Юрьев-Польский, захватить там склад с оружием и свергнуть коммунистов.
Ранним утром юшковцы захватили Петропавловский монастырь (ныне ул. 1 мая, д. 74), арестовали живших в нём коммунистов и организовали в обители свой штаб.
Зелёные в течение часа заняли город, захватив военный комиссариат, артиллерийский склад, типографию, телеграф и прочие учреждения. Из арестного дома выпустили четыре десятка арестованных, посадив вместо них начальника милиции, смотрителя арестного дома и коммунистов. Повстанцы везде забирали документы, оружие, патроны, деньги и продукты.
Юшковцы почти не встретили сопротивления со стороны красноармейцев в Юрьеве-Польском. Только небольшой отряд солдат и железнодорожников во главе с уездным военным комиссаром, засевший с винтовками и пулеметом на горе около железнодорожного вокзала, перестреливался с повстанцами, которые вели огонь с соборной колокольни.
Этот отряд красных сумел дождаться подкрепления из Иваново-Вознесенска, Владимира, Александрова и Москвы: солдат и чекистов с пулеметами, артиллерией и бронеавтомобилем.
К вечеру того же дня Юрьев-Польский был взят штурмом. Официальные потери с обеих сторон составили около десятка красноармейцев и около двух десятков повстанцев.
Некоторые зачинщики восстания были расстреляны на месте, некоторых задержали и отдали под суд, но большинству удалось покинуть город с захваченным оружием, боеприпасами и прочими трофеями.